# Bleecker Street
Bleecker Street es una calle que recorre de este a oeste en Manhattan, Nueva York. Es más conocida actualmente como un distrito de entretenimiento nocturno del Greenwich Village. La calle conecta un vecindario que actualmente es popular por sus locales de música y comedia que alguna vez uno de los principales lugares de la bohemia estadounidense. La calle está nombrada en honor de Anthony Lispenard Bleecker, un banquero, padre de Anthony Bleecker, un escritor del siglo XIX, ya que la calle corre en terrenos que eran de la granja familiar.
Bleecker Street conecta Abingdon Square (la intersección de la Octava Avenida y Hudson Street en West Village) con el Bowery y el East Village.

## Historia

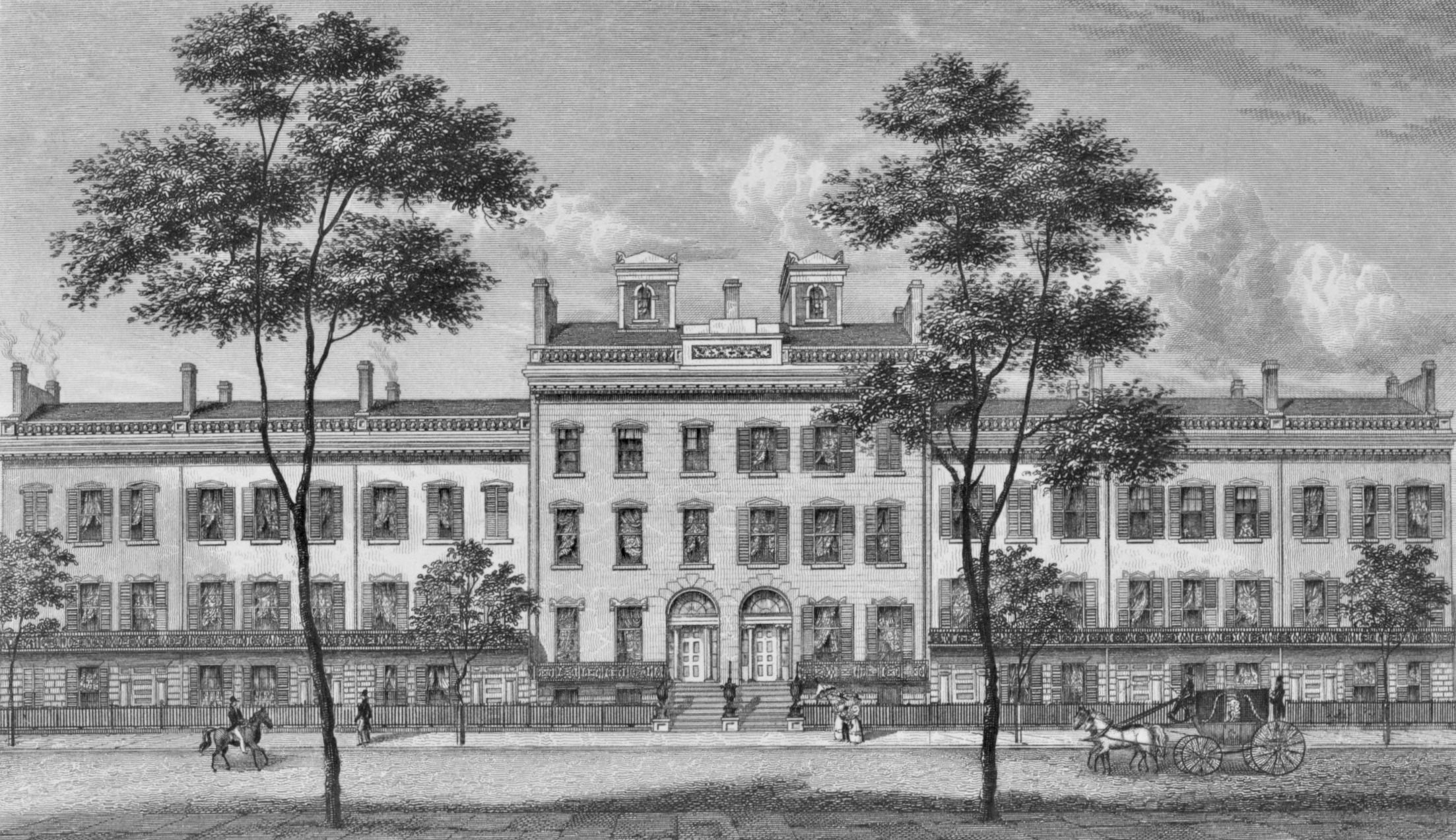
LeRoy Place, en la acera sur de Bleecker Street, dibujado en 1831. Luego de 1852, el estatus económico del área declinó y estos edificios aristocráticos fueron demolidos para 1875.

Bleecker Street está nombrada en honor de la familia Bleecker debido a que corre a través de lo que era la granja de la familia. En 1808, Anthony Lispenard Bleecker y su esposa entregaron a la ciudad una porción de terreno para que se abriera esta calle.
Originalmente la calle se extendía desde el Bowery a Broadway, a lo largo del límite norte de la granja de los Bleecker, luego avanzó hasta la Sexta Avenida. En 1829 se unió con Herring Street, extendiendo Bleecker Street al noroeste hasta Abingdon Square.

### LeRoy Place
LeRoy Place es el antiguo nombre de la cuadra de Bleecker Street entre las calles Mercer y Greene. Ahí fue donde las primeras "residencias aladas" se construyeron. El efecto se lograba haciendo las casas centrales más altas y cercanas a las calle mientras las casas de los costados se retrocedían. El edificio central también tenía entradas más grandes y tejados con forma de lápara. Las casas fueron construidas por Isaac A. Pearson en ambos lados de Bleecker Street. Para establecer este proyecto separado del resto del área, Pearson convenció a la ciudad de renombrar esta cuadra en honor del prominente comerciante internacional Jacob LeRoy.

## Transporte
Bleecker Street es servida por los trenes 4, 6, <6>, B, D, F, <F>, y M en la estación Bleecker Street/Broadway – Lafayette Street. Los trenes 1 y 2 paran en la estación Christopher Street – Sheridan Square que esta una cuadra al norte de Bleecker Street.
El tráfico en la calle es de una sola vía y transcurre al sureste. A principios de diciembre del 2007, una ciclovía fue marcada en la calle.

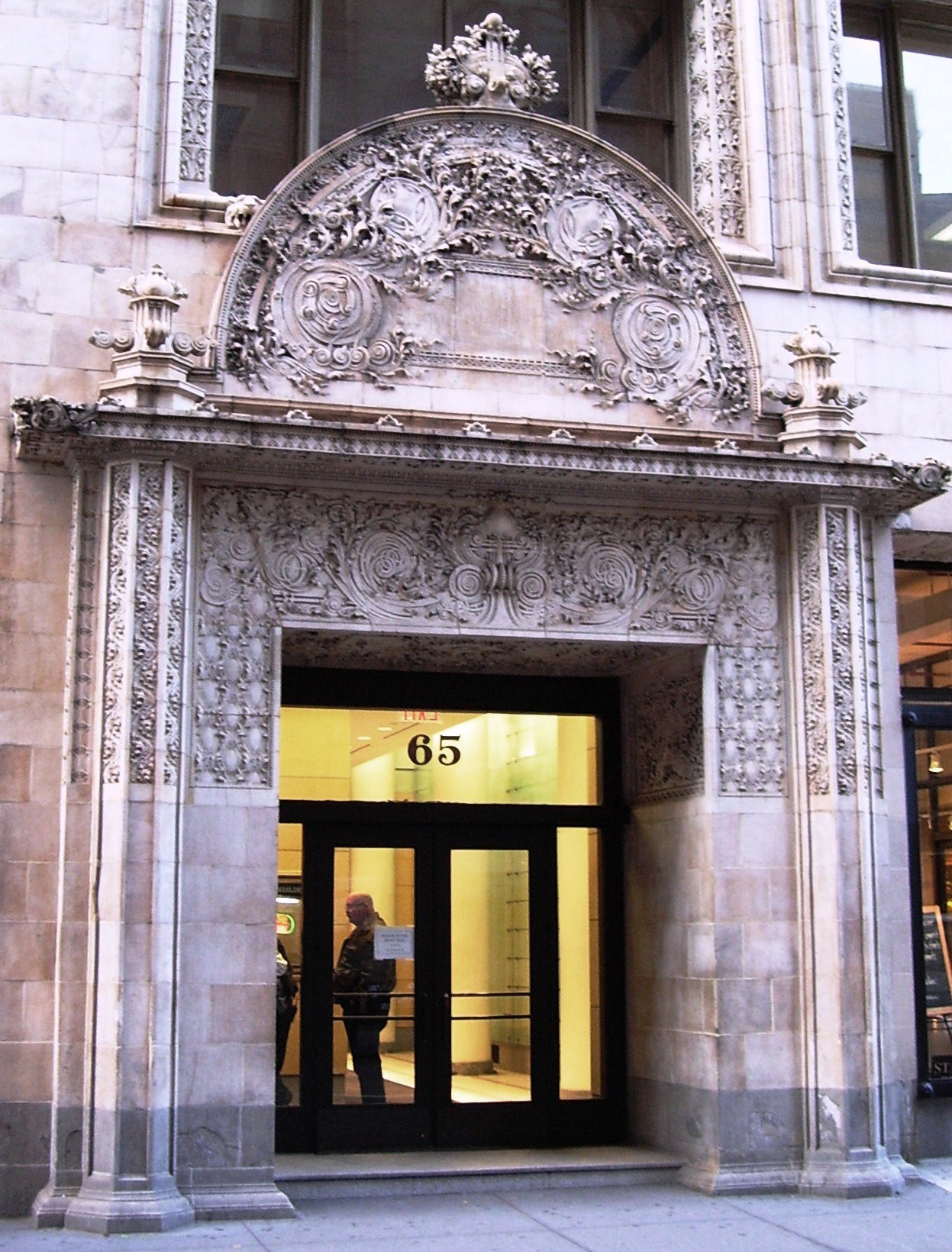
El Bayard–Condict Building en el 65 de Bleecker Street

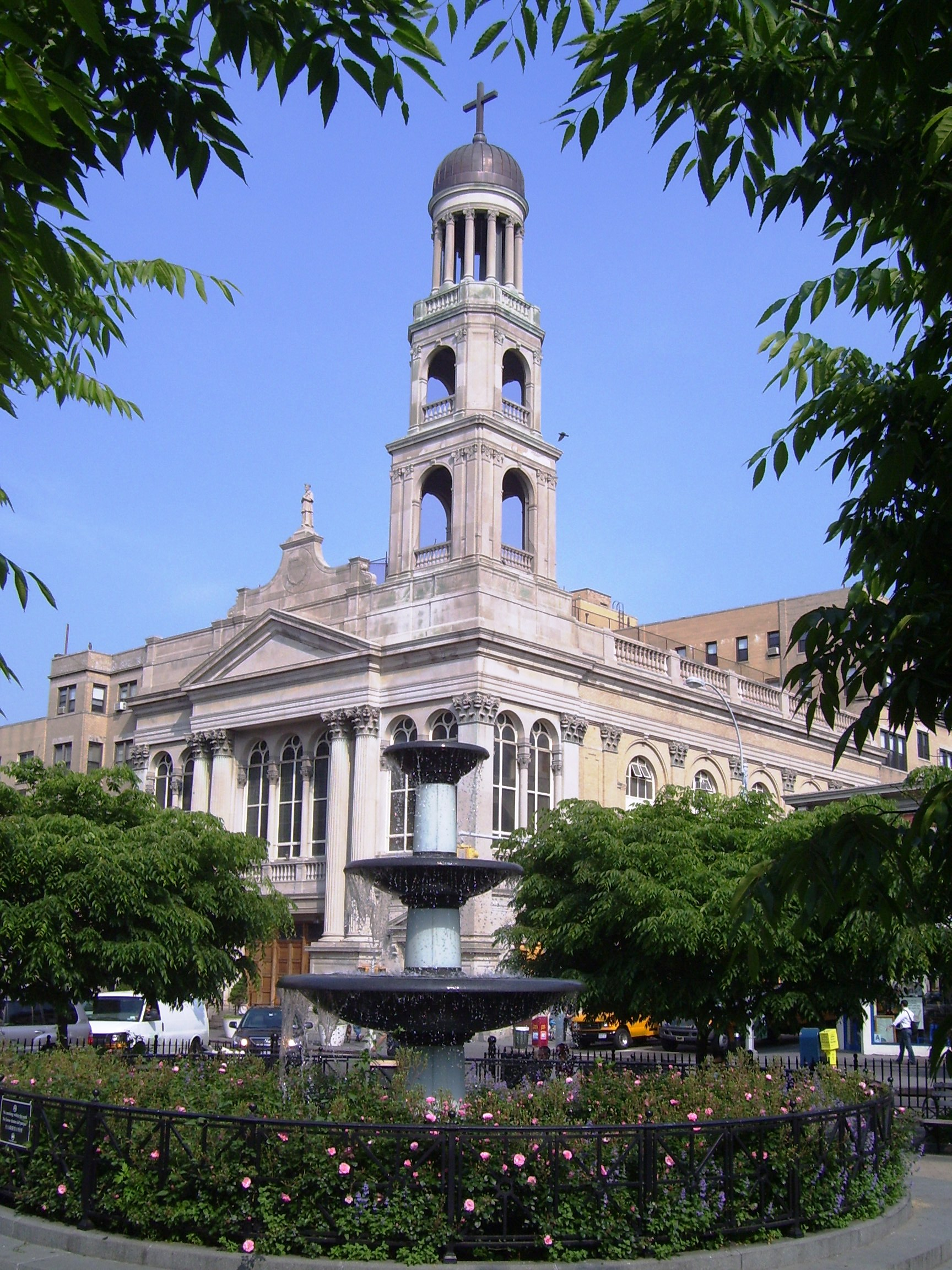
Iglesia Nuestra Señora de Pompeya

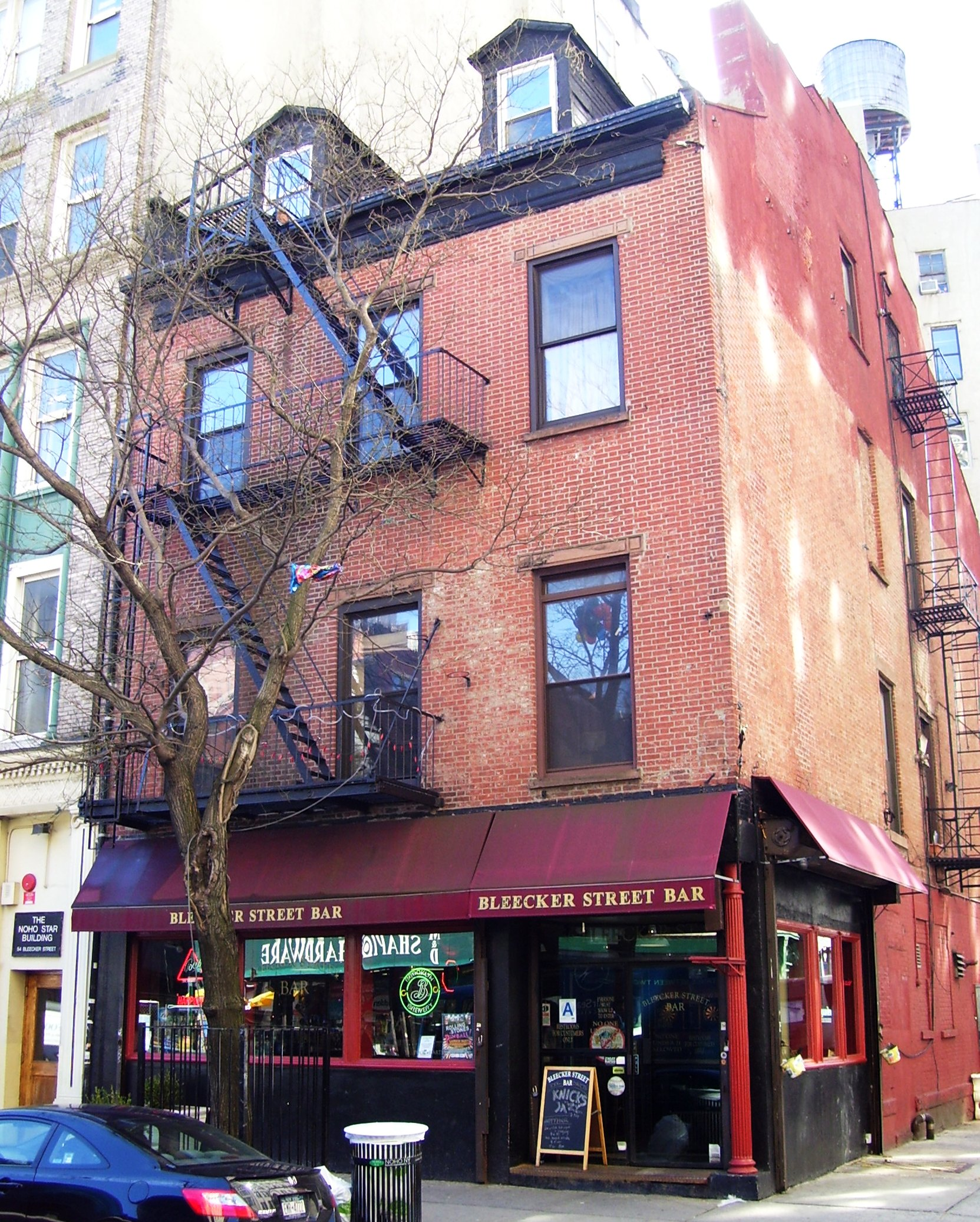
La casa James Roosevelt en el 58 de Bleecker Street

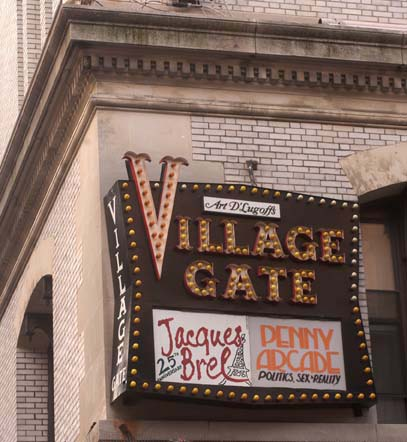
La Village Gate en la esquina de Thompson y Bleecker

## Lugares notables

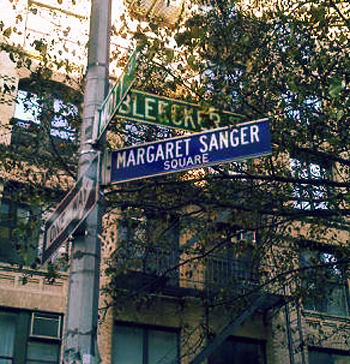
Margaret Sanger Square, en la intersección de Mott Street y Bleecker Street en Manhattan

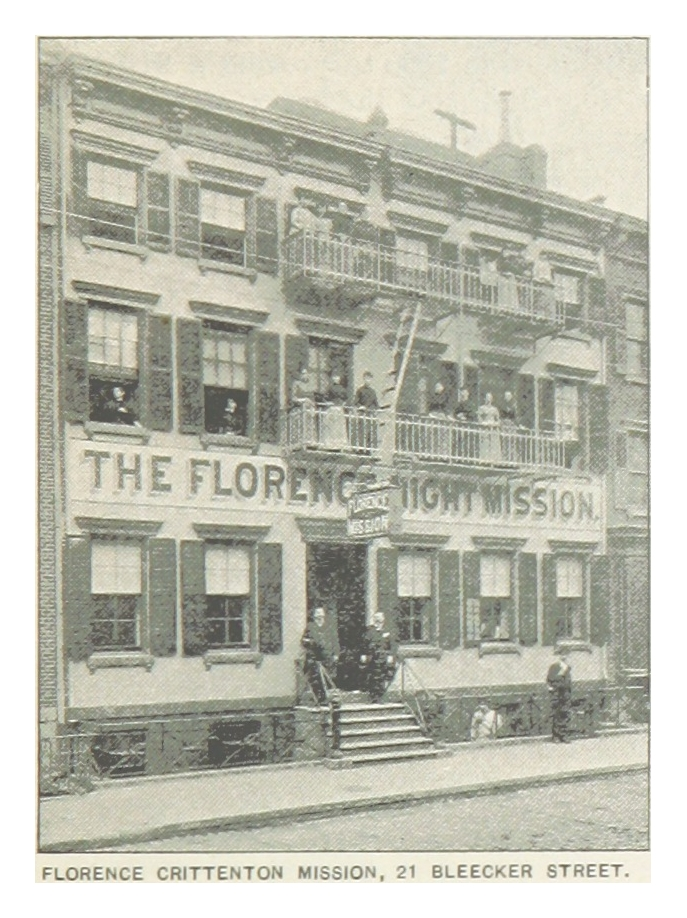
Florence Crittenton Mission en el 21 de Bleecker Street, 1893

### Monumentos
- Bayard–Condict Building
- Bleecker Sitting Area[7] contiene una escultura de Chaim Gross y ganó un Village Award.[8]
- Bleecker Street Cinema, cerrado en 1991
- Lynn Redgrave Theater, antiguamente conocido como el Bleecker Street Theater
- The Little Red Schoolhouse, una de las primeras escuelas progresivas del país en la esquina de Bleecker y la Sexta Avenida.
- Iglesia Nuestra Señora de Pompeya
- Overthrow, un club de boxeo ubicado en el 9 de Bleecker Street, en la antigua casa del Partido Internacional de la Juventud[9][10]
- Mills House No. 1 en el 160 de Bleecker Street iba a ser declarado como un monumento oficial de la ciudad de Nueva York en 1967 pero el abogado del propietario se opuso.[11]
- Las Silver Towers en el 100 de Bleecker Street son dormitorios de la New York University
- Washington Square Park

Además hay muchas casas adosadas de estilo federal en el 7 al 13 y del 21 al 25 en la cuadra más oriental de Bleecker Street, en NoHo entre Lafayette Street y el Bowery. El 21 y 29 de Bleecker Street estuvieron ocupados por la National Florence Crittenton Mission, que proporcionaba alojamiento a "mujeres vergonzantes". La entrada del 21 de Bleecker Street llevaba el letrero "Florence Night Mission", descrito como el The New York Times en 1883 como "un grupo de casas del más bajo carácter". El National Florence Crittenton Mission fue una organización establecida en 1883 por Charles N. Crittenton. Intentó reformar prostitutas y mujeres solteras embarazadas a través de la creación de establecimientos donde podían vivir y aprender un oficio.
El edificio en el 58 de Bleecker Street (antiguamente el 64 de Bleecker Street) fue construido en 1823 por James Roosevelt, bisabuelo del presidente Franklin Delano Roosevelt. Fue ahí cuando Elizabeth Blackwell, la primera médico de los Estados Unidos, abrió una clínica con su hermana Emily.
Al frente del antiguo local del National Florence Crittenton Mission están tanto la sede principal de Planned Parenthood, y el Centro Católico Sheen, inmediatamente adyacente. Bleecker Street ahora muestra la Margaret Sanger Square en la intersección con Mott Street. Bleecker Street fue la primera sede de la Clínica de Investigación de Control Natal de Sanger, que operaba desde otro edificio entre 1930 a 1973. La calle se muestra en el drama del 2020 Never Rarely Sometimes Always, escrito y dirigido por Eliza Hittman.

### Centros nocturnos
- The Bitter End en el 147 de Bleecker Street
- Cafe Au Go Go estuvo en el sótano del New Andy Warhol Garrick Theatre (en los años 1960) en el 152 de Bleecker Street
- (Le) Poisson Rouge en el 158 de Bleecker Street
- The Village Gate estuvo en el 160 de Bleecker Street

### Restaurantes
- John's of Bleecker Street, famosa pizzeria abierta en 1929
- Kesté, pizzería napolitana altamente calificada abierta en 2009
- Quartino Bottega Organica, o "Quartino", en el 11 de Bleecker Street

### Antiguos
- Local musical Cafe Wha?, donde Bob Dylan, Jimi Hendrix, Bruce Springsteen, Kool & the Gang, Bill Cosby, Richard Pryor, y muchos otros iniciaron sus carreras
- El CBGB club, que cerró en el 2006, estaba ubicado en el final este de Bleecker Street, en el Bowery
- Bleecker Bob's tienda de discos empezó en el 149 de Bleecker street

## Residentes notables
- James Agee vivió en el 172 de Bleecker Street, sobre Café Español (1941–1951)
- John Belushi vivió en el 376 de Bleecker Street (1975)
- Mykel Board
- Peter Cunningham (photographer)[16]
- Robert De Niro creció en Bleecker Street
- Robert Frank vivió en el 7 de Bleecker Street
- Mariska Hargitay
- Lorraine Hansberry (1953-1960)[17]
- Alicia Keys
- Dua Lipa (2019-2020)
- Herman Melville vivió en el 33 de Bleecker Street cuando niño.[18]
- Cookie Mueller vivió en el 285 de Bleecker Street, sobre Ottomanelli's (1976–1989)[19]
- El joyero y escultor Jill Platner vive y trabaja en el 58 de Bleecker[20]
- Craig Rodwell vivió en el 350 de Bleecker Street (1968–1993), desde donde organizó la primera marcha del orgullo gay de Nueva York.[21]
- James Roosevelt en el 58 de Bleecker Street[22]
- Edward Thebaud
- Mark Van Doren
- Gernot Wagner[23]
- Dave Winer

## En la cultura popular

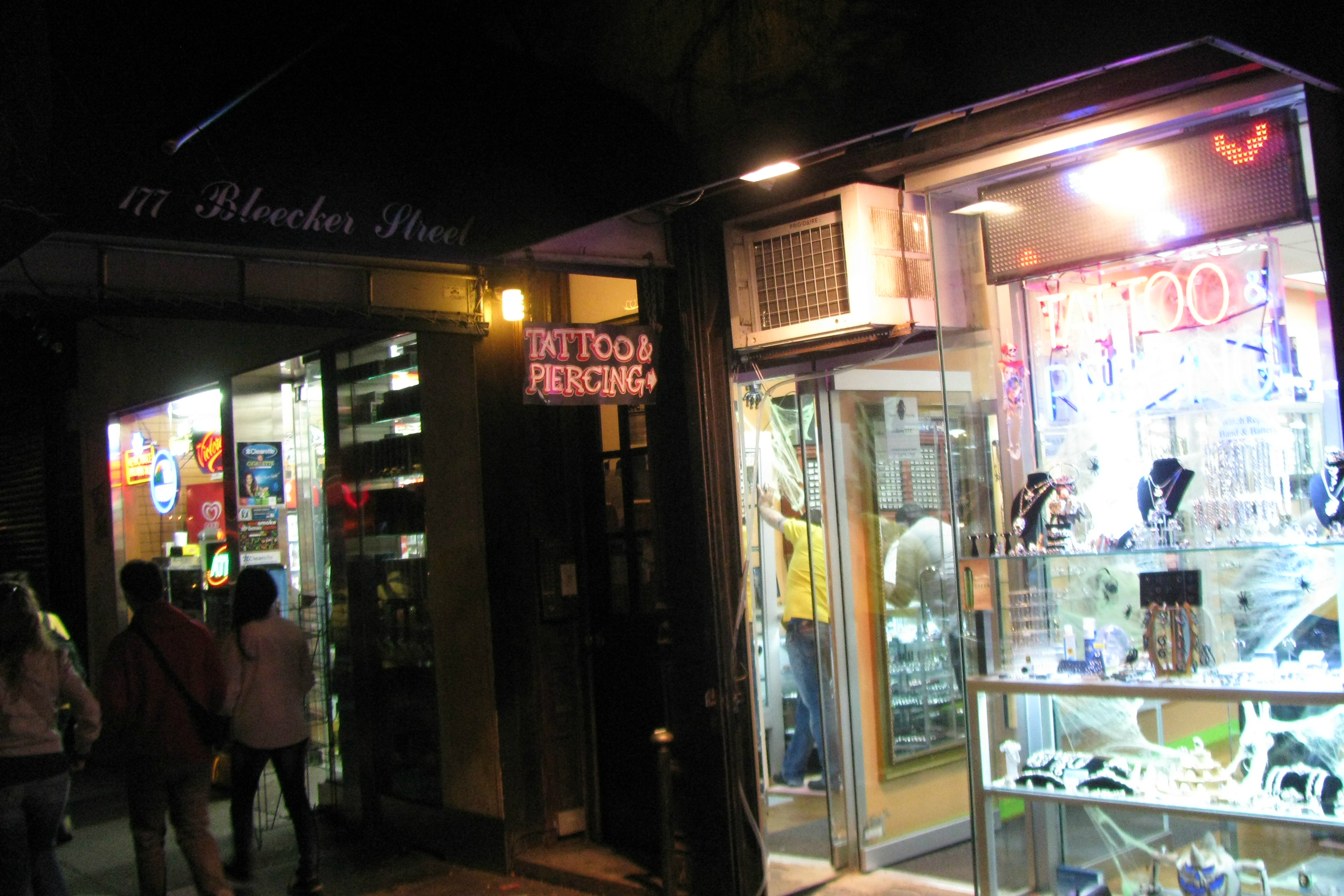
177 de Bleecker Street. En Marvel Comics, 177A de Bleecker Street es la ubicación del Sanctum Sanctorum del Doctor Strange.

### Literature
- La novela del 2019 de Ted Lampron "Los asesinatos de Bleecker Street" muestra un argumento sobre crímenes en Bleecker Street y sus notorios salones y clubes entre 1890–91.
- La novela de 1949 de Valenti Angelo The Bells of Bleecker Street se desarrolla en la comunidad ítaloestadounidense en ese vecindario.
- El Nobel Derek Walcott escribió un poema acerca de Bleecker Street llamado "Bleecker Street, Summer".
- En Marvel Comics, el 177A de Bleecker Street es la ubicación del Sanctum Sanctorum del Doctor Strange.
- "The Repairer of Reputations"— la primera historia corta en la colección de 1895 de Robert W. Chambers The King in Yellow— incluye una historia de un herrero en Bleecker Street.

### Cine y televisión
- El show televisivo Kate & Allie de los años 1980 mostró dos madres solteras que vivían en un departamento en un sótano en Bleecker Street.
- En la película original Las tortugas ninja de 1990, la esquina de la calle 11 y Bleecker es donde April O'Neil vive y administra la antigua tienda de su padre conocida como The Second Time Around.
- Gran parte de la película Sin reservas (2007), protagonizada por Catherine Zeta-Jones y Aaron Eckhart, se desarrolla en un restaurante en la esquina de Bleecker y Charles Streets. El nombre del restaurante ficticio es 22 Bleecker.
- En la serie de The WB What I Like About You, Holly y Valerie viven en un departamento en Bleecker Street.
- La familia Matthews family en Girl Meets World vive cerca de Bleecker Street y frecuenta la estación de metero de Bleecker.
- New Andy Warhol Garrick Theatre (en los años 1960) se ubicaba en el 152 de Bleecker Street.
- El New York Sanctum se ubica en el 177A de Bleeker Street en el Universo cinematográfico de Marvel (UCM). Aparece en las películas Doctor Strange (2016), Thor: Ragnarok (2017), Avengers: Infinity War (2018), y Avengers: Endgame (2019), Spider-Man: No Way Home (2021), Doctor Strange en el multiverso de la locura (2022); así como en las series de Disney+ Loki (2021).
- En la película del 2002 Gangs of New York, hay una escena donde un hombre menciona Bleecker Street mientras canta la saloma New York Girls.

### Música
- Gian-Carlo Menotti escribió la ópera The Saint of Bleecker Street
- La estrella pop japonesa Ayumi Hamasaki visitó Bleecker Street durante las grabaciones de su álbum (Miss)understood. Las fotos fueron luego publicadas en el famoso "Deji Deji Diary" de Hamasaki que se publica en cada número de ViVi Magazine.[24]
- Iggy Pop discute sobre morir en Bleecker Street en su canción "Punk Rocker".
- El álbum de Simon & Garfunkel Wednesday Morning, 3 A.M. contiene una canción llamada "Bleecker Street".
- "Growing Old on Bleecker Street" es una canción que aparece en el álbum debut Living Room, del trío pop AJR.
- "Downtown Bleecker" es una pieza instrumental de jazz moderno para saxofón que aparecen en el EP digital Midnight Sun, producido por el artista independiente Simon Edward.
- "Country Boy and Bleecker Street” es una canción que aparece en el álbum de 1967 “H.P. Lovecraft”, por la banda de folk-rockH.P. Lovecraft.
- Fred Neil mencionó Bleecker Street en múltiples trabajos en su carrera, más notoriamente en dos de sus cubiertas de álbumes.
- Peter, Paul and Mary mencionan Bleecker Street en su canción "Freight Train" en el álbum "In the Wind"
- Joni Mitchell menciona Bleecker Street en su canción "Song for Sharon" en el álbum Hejira.

### Otros
- Un bar llamado “Bleecker Street Lounge” esta abierto en el Disneyland Paris' Hotel New York — The Art of Marvel desde su reapertura temática del 21 de junio del 2021.[25]
- Hay un personaje de The Unsleeping City de Dimension 20, el Gran Dragón de Bleecker Street,.[26]